# Tyrannosauroider
Tyrannosauroider (av nylatin: tyrannosauroidea, "överfamilj tyrannödlor") är en överfamilj, eller klad, av köttätande dinosaurier som levde under jura och krita för 160 till 65 miljoner år sedan. Gruppen inkluderar underfamiljerna Proceratosauridae och Eutyrannosauria.

## Kännetecken
Tyrannosauroider karaktäriseras främst av deras delade strukturer i skelettbyggnaden släktena sinsemellan, speciellt den utmärkande strukturen på deras höftben, sammansmältna näsben och stora, robusta bananformade tänder, D-formade i genomskärning. Tyrannosauroiderna var även heterodonta, vilket betyder att de hade olika sorters tänder beroende på var de satt i munnen. Tänderna byttes ut successivt. Typiska drag hos basala släkten var deras mellanstora eller små kranier i jämförelse med deras kroppsstorlek, deras lättviktade, gracila kroppshyddor och välutvecklade framben med 3-fingrade händer. Tyrannosauridae var storvuxna, hade framben av mycket reducerad storlek, med händer som bara hade 2 brukliga fingrar var (man vet dock att de också hade en liten metacarpal III). Tyrannosauridae hade också större skallar, kraftigare käkar och långa bakben. Tidigare trodde man att Tyrannosauroidea antog denna kroppsform allteftersom de anses ha ökat i storlek under krita, men upptäckten av den tidiga Raptorex visar att de för Tyrannosauridae karaktäristiska dragen fanns med från början.
Tyrannosauroider varierade mycket i storlek, de flesta större släkten dateras till senare krita. Basala släkten som Guanlong och Proceratosaurus mätte längder på ungefär 3 meter från nos till svansspets, medan sentida släkten som Albertosaurus och Tyrannosaurus uppnådde längder på 9-13 meter, och vägde nästan lika mycket som en afrikansk elefant. Daterade till 105 milj. år är Xiongguanlong i ”mellanstorlek”. Man har också hittat tänder efter en okänd tyrannosauroid i Japan, som antyder att vissa släkten redan för 140 milj. år sedan uppnådde storlekar på omkring 5 meter. Den största tyrannosauroiden var Tyrannosaurus rex, som mätte cirka 13 meter lång, och kan ha vägt mer än 6,5 ton.

### Fjädrar

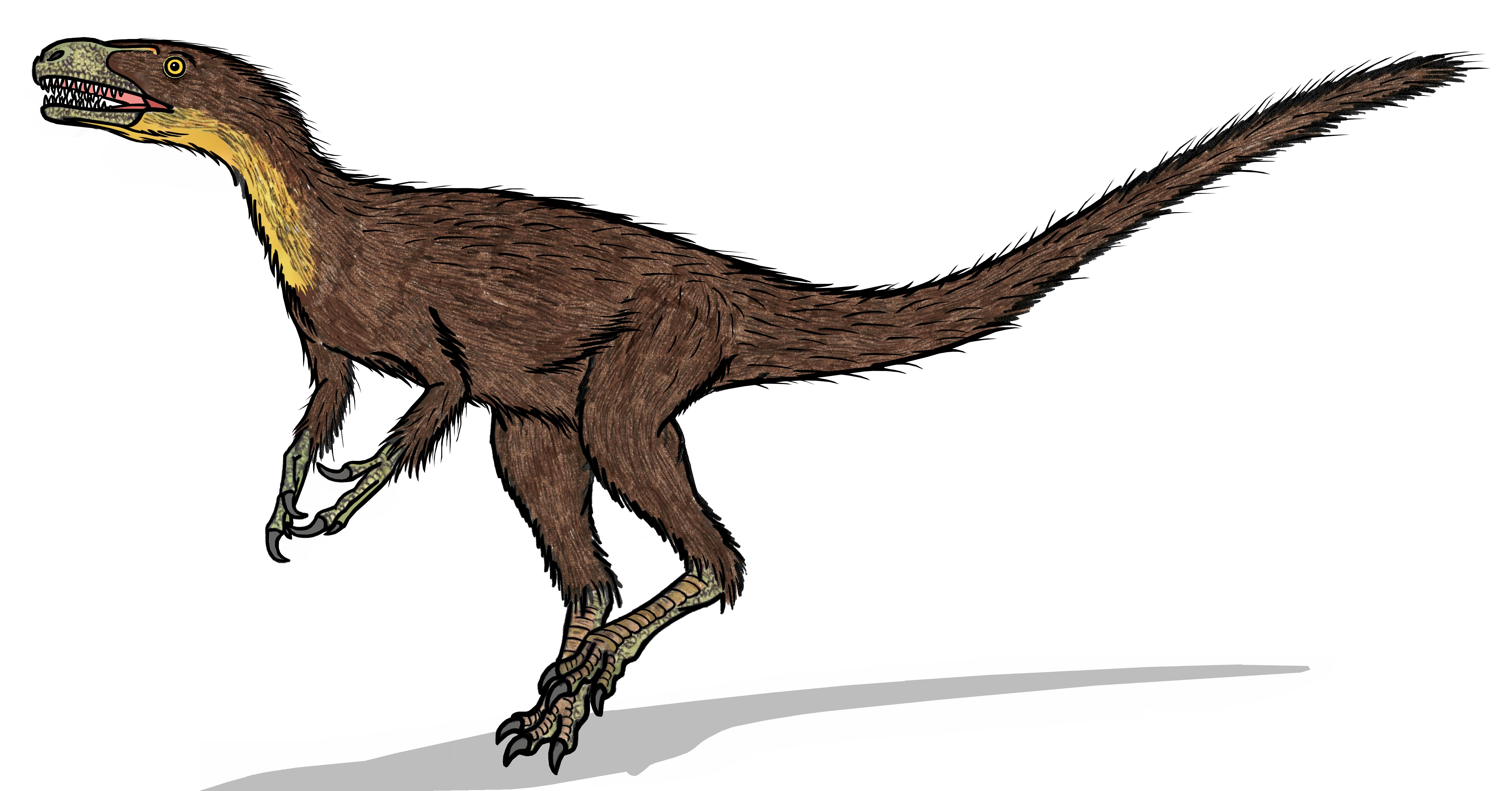
Dilong paradoxus, den första tyrannosauroiden med bevis på att ha haft fjädrar.

De enda kända hudavtryck från en tidig tyrannosauroid kommer från ett fossil av Dilong paradoxus. Detta avtryck visar en hel skrud med primitiva fjädrar med en tvågrenad struktur som liknar strukturen i fjädrarna hos dinosaurien Sinosauropteryx samt den moderna kivin. Även om man inte känner till några andra hudavtryck från basala medlemmar inom denna grupp är det högst troligt att i alla fall de mindre släktena hade liknande fjäderskrudar. Fossila hudavtryck från tyrannosaurider visar ett skinn med fjällig struktur utan några tecken på fjädrar.  Detta motbevisar verkligen inte att de skulle ha fjädrar, då hudavtrycken kommer från delar av kroppen som redan antogs ha varit utan fjädrar, såsom från undersidorna av svansarna och från delar av benen. Fyndet av en stor befjädrad tyrannosaurie, Yutyrannus, visar att även mer avancerade och större tyrannosaurier var befjädrade.

### Kammar

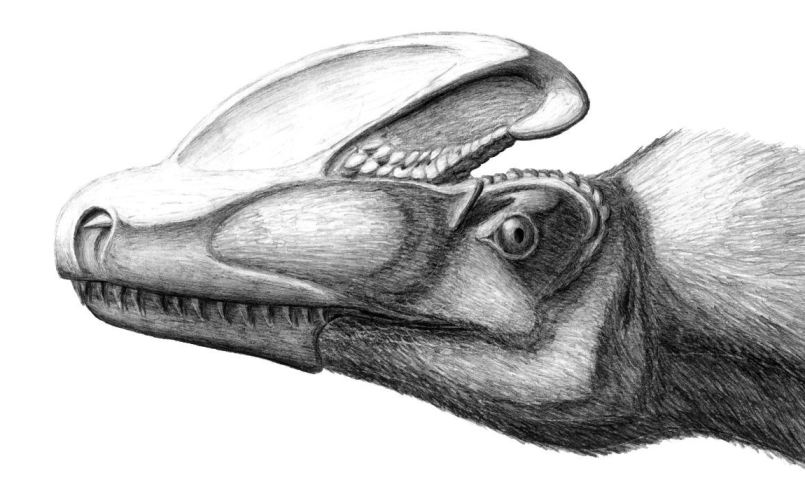
Illustration av Guanlongs huvud med kam.

Åtminstone en art av tidiga tyrannosauroider, Guanlong wucaii, hade en ömtålig benkam uppe på hjässan. Vissa theropoder, så som Proceratosaurus och den obesläktade Monolophosaurus, hade liknande utsmyckningar på huvudet.

## Utbredning
De flesta fossilen från tyrannosauroidea har påträffats i Asien (Mongoliet och Kina) och Nordamerika (USA och Kanada). Det finns dock fynd efter basala tyrannosauroider (Eotyrannos och Aviatyrannis) påträffade i Storbritannien och Portugal. 2010 beskrevs också ett fragmentariskt fynd från Viktoria, som antyder att tyrannosauroiderna även spred sig till Australien.

## Taxonomi
Överfamiljen Tyrannosauroidea namngavs först av Henry Fairfield Osborn år 1905. I modern paleontologisk forskning på dinosaurier använder man sällan sådana ordningar av släkten. En exakt kladistisk definition av Tyrannosauroidea gavs först av Paul Sereno år 1998, det vill säga Tyrannosaurus rex och arter som är närmare besläktade med Tyrannosaurus än till moderna fåglar. År 2004 väckte Thomas Holtz förslag om en potentiellt mer återhållsam definition: Tyrannosaurus rex och de arter som är närmare släkt med Tyrannosaurus än med Deinonychus, Ornithomimus eller Allosaurus .
Tidigare sorterades tyrannosauriderna och dryptosauriderna, tillsammans med andra familjer av storvuxna theropoder, under infraordningen carnosauria. Studium under 1980 och 1990-talen har dock visat att flera av de olika familjerna inte hade så många gemensamma drag bortsett från storleken. Upptäckten av tyrannosauroid släkten som ''Dilong, Guanlong och Eotyrannus, som uppvisar tydliga karaktärsdrag med tyrannosaurider, har ytterligare visat att tyrannosauroidea inte tillhör carnosauria, utan de mer basala coelurosaurierna. Benton (2004) har menat att tyrannosauroidea skall klassas till maniraptoriformerna, men det anses numera vara osannolikt. 

### Släkten
Det har beskrivits många släkten inom Tyrannosauroidea. En del släkten är dock kontroversiella, och kan alternativt tillhöra andra grupper än Tyrannosauroiderna, eller är beskrivna från fossil efter olika åldersgrupper av tidigare kända arter eller släkten, och därigenom blivit misstolkade som nya släkten eller arter.
- Klad Coelurosauria
  - Överfamilj Tyrannosauroidea
    -       - Alectrosaurus
      - Aviatyrannis
      -  ?Bagaraatan
      - Capitalsaurus
      - Dilong
      -  ?Diplotomodon
      - Eotyrannus
      - ?Iliosuchus
      - Juratyrant
      -  ?Labocania
      - Raptorex
      - Stokesosaurus
      -  ?Tonouchisaurus

    - Familj Proceratosauridae
      - Guanlong
      - Kileskus
      - Proceratosaurus
      - Sinotyrannus

    - Familj Dryptosauridae
      - Dryptosaurus

    - Familj Tyrannosauridae
      - Appalachiosaurus
      - Albertosaurus
      - Alioramus
      - Daspletosaurus
      -  ?Deinodon
      -  ?Futabasaurus
      - Gorgosaurus
      -  ?Maleevosaurus
      -  ?Nanotyrannus
      -  ?Prodeinodon
      - Quilmesaurus
      -  ?Stygivenator
      - Tarbosaurus
      - Tyrannosaurus

    - Familj Aublysodontidae
      -  ?Aublysodon

    -  ?Familj Itemiridae
      -  ?Itemirus

    - Oklar Familj
      - Khankhuuluu

## Källhänvisningar
1. ↑  Sereno, P.; Tan, L.; Brusatte, S. L.; Kriegstein, H. J.; Zhao, X. & Cloward, K. (2009), ”Tyrannosaurid skeletal design first evolved at small body size”, Science 326 (5951):  418–422, doi:10.1126/science.1177428, PMID 19762599.
2. ↑  ”Tyrannosaurus ancestor's teeth found in Hyogo". The Japan Times. 2009-06-21.
3. ↑  Currie, Philip (12 juni 2003). ”'The First Late Cretaceous Footprints from the Nemegt Locality in the Gobi of Mongolia'” (PDF). Ichnos "10" (1):  ss. 1-13. Arkiverad från originalet den 20 juli 2009. https://web.archive.org/web/20090720115002/http://www.biology.ualberta.ca/faculty/philip_currie/uploads/pdfs/2003/2003NemegtFootprints.pdf.
4. ↑  Benson, R. B. J. (12 juni 2010). ”A southern tyrant reptile”. Science "327" (5973):  s. 1613. doi:10.1126/science.1187456.
5. ↑  Weishampel, 2004 The Dinosauria
6. ↑  Senter, P. (2007). "A new look at the phylogeny of Coelurosauria (Dinosauria: Theropoda)." Journal of Systematic Palaeontology, (doi:10.1017/S1477201907002143
7. ↑  Zhiming D. & Currie P.J. (2001),"New information on Shanshanosaurus huoyanshanensis, a juvenile tyrannosaurid (Theropoda, Dinosauria) from the Late Cretaceous of China", Canadian Journal of Earth Sciences, 38(12): sid. 1729-1737, December 2001.
8. ↑  www.nature.com: ["Big row over tiny T. Rex"], 11-10-2010.
9. ↑  Carr, T.D, "Craniofacial Ontogeny in Tyrannosauridae (Dinosauria, Coelurosauria)", Journal of Vertebrate Paleontology 19:3 september 1999, sid. 497-520.